# Liste der Baudenkmale in Rauen
In der Liste der Baudenkmale in Rauen sind alle Baudenkmale der brandenburgischen Gemeinde Rauen und ihrer Ortsteile aufgelistet. Grundlage ist die Veröffentlichung der Landesdenkmalliste mit dem Stand vom 31. Dezember 2021. Die Bodendenkmale sind in der Liste der Bodendenkmale in Rauen aufgeführt.

## Baudenkmale in den Ortsteilen
In den Spalten befinden sich folgende Informationen:
- ID-Nr.: Die Nummer wird vom Brandenburgischen Landesamt für Denkmalpflege vergeben. Ein Link hinter der Nummer führt zum Eintrag über das Denkmal in der Denkmaldatenbank. In dieser Spalte kann sich zusätzlich das Wort Wikidata befinden, der entsprechende Link führt zu Angaben zu diesem Denkmal bei Wikidata.
- Lage: die Adresse des Denkmales und die geographischen Koordinaten. Link zu einem Kartenansichtstool, um Koordinaten zu setzen. In der Kartenansicht sind Denkmale ohne Koordinaten mit einem roten beziehungsweise orangen Marker dargestellt und können in der Karte gesetzt werden. Denkmale ohne Bild sind mit einem blauen bzw. roten Marker gekennzeichnet, Denkmale mit Bild mit einem grünen beziehungsweise orangen Marker.
- Bezeichnung: Bezeichnung in den offiziellen Listen des Brandenburgischen Landesamtes für Denkmalpflege. Ein Link hinter der Bezeichnung führt zum Wikipedia-Artikel über das Denkmal.
- Beschreibung: die Beschreibung des Denkmales
- Bild: ein Bild des Denkmales und gegebenenfalls einen Link zu weiteren Fotos des Baudenkmals im Medienarchiv Wikimedia Commons

### Rauen
| ID-Nr.   | Lage                     | Bezeichnung                                | Beschreibung | Bild           |
| -------- | ------------------------ | ------------------------------------------ | --- | -------------- |
| 09115328 | Chausseestraße (Lage)    | Dorfkirche                                 | Die evangelische Kirche stammt aus der ersten Hälfte des 15. Jahrhunderts. Im Inneren befindet sich ein spätmittelalterlicher Taufstein. An der Ostwand der Kirche befinden sich vier Figuren aus der Zeit von 1480 bis 1490. | weitere Bilder |
| 09115329 | Chausseestraße 35 (Lage) | Altes Zechenhaus (Steigerhaus „Glück Auf“) | | BW             |